# Kaskader / Tir
Kaskader / Tir – trzeci i ostatni oficjalny singiel nagrany przez zespół Mech jako Zjednoczone Siły Natury "Mech". Został wydany w roku 1982 przez wytwórnię PolJazz. Utrzymany jest w stylistyce rocka i hard rocka.

## Lista utworów
Strona A
1. "Kaskader" (muz. Robert Milewski, Maciej Januszko - sł. Robert Milewski) - 5:55

Strona B
1. "Tir" (muz. Janusz Łakomiec, Robert Milewski - sł. Robert Milewski) - 5:06

## Twórcy
źródło

### Muzycy
- Maciej Januszko – gitara basowa, śpiew
- Janusz Łakomiec – gitara, śpiew
- Robert Milewski – instrumenty klawiszowe, śpiew
- Andrzej Dylewski – perkusja

### Personel
- Jerzy Andrzej Byk – management
- Andrzej Tyszko – foto, projekt graficzny
- Andrzej Lupa, Andrzej Sasin – realizacja nagrań